# Kobe Tai
 Kobe Tai geboren  (Taipei, 15 januari 1972) is een pornoactrice van Taiwanese en Japanse afkomst.

## Biografie
Tai werd geboren in Taipei (Taiwan) en werd later geadopteerd door een Amerikaanse familie uit Arkansas toen zij vijf maanden oud was. Als resultaat heeft zij een dubbele nationaliteit.
Tai huwde pornoacteur Teken Davis in 1997. Het paar is eind 1999 gescheiden.
In 2000 verliet zij tijdelijk de porno-industrie doordat zij haar eerste kind verwachtte. Zij keerde terug in de pornografie in december 2001; haar laatste film was Jenna loves Kobe met Jenna Jameson. Sindsdien is Tai uit de industrie verdwenen en aangenomen wordt dat ze deze ook permanent verlaten heeft.
Samen met Asia Carrera is zij een van de meest bekende Aziatische vrouwelijke pornosterren.

## Porno-industrie
Zij brak door in de porno-industrie in 1996, onder de naam Blake Young en Brooke Young alvorens ze de naam Kobe Tai aannam. Zij ondertekende als eerste Aziatische pornoster een contract bij Vivid. Zij is bijzonder populair voor haar interracial, anale en lesbische scènes.
Tijdens haar jaren als pornoster was Kobe Tai bekend om de grote hoeveelheid enthousiasme en energie in haar scènes, vooral in haar vroegere werk.